# Nessuno (storia a fumetti)
Nessuno è la trentatreesima storia a fumetti di Valentina, celebre personaggio creato da Guido Crepax. Con 170 pagine, è la più lunga storia realizzata da Crepax e si tratta di un parallelismo dell'Odissea in cui vengono narrate le avventure di Philip Rembrandt dalla sua scomparsa fino al suo ritorno in Italia cinque anni dopo. Il racconto procede con continui salti temporali (indicando di volta in volta la data) tra la vicenda di Philip e quella di Valentina, fino al loro ricongiungimento nel finale.

## Trama

### Polifemo
Settembre 1980: Ricollegandosi al finale di Alfabeto muto, Philip viene preso dai Sotterranei, spogliato e portato in cantina. Qui viene trasportato nel mondo sotterraneo e portato al cospetto di un'enorme creatura con un solo occhio (che ricorda il Néurohan, già visto in Annette, dove era stato usato per sottomettere Valentina alle Sotterranee). Philip riesce a trafiggere l'occhio prima di essere afferrato, scatenando un terremoto che lo fa precipitare nell'oscurità.

### I Lotofagi
Settembre 1982: Valentina è a Milano e condivide la sua vita sentimentale con Bruno ed Effi.
Settembre 1980: Philip riemerge dal sottosuolo nel Wisconsin e viene salvato da una famiglia di cowboy drogati che approfittano del suo stato confusionale per incastrarlo con la giovane Molly, incinta di suo padre, facendogli credere che il figlio sia suo.

### Eolo
Ottobre 1980: Philip riesce a fuggire assieme a Elvis, un vecchio pilota a bordo di un'auto velocissima. Lungo la strada vengono assaliti da una banda di neonazisti che iniziano a picchiarli.

### Circe
Elvis e Philip vengono salvati da Charlotte, una donna che libera un serpente a sonagli da una valigetta per uccidere gli aggressori. Elvis riparte, mentre Philip sale in macchina con lei.
Gennaio 1983: Valentina va a Malpensa a prendere Mattia, che è tornato dall'America ed è cresciuto moltissimo.

### Trasformazioni
Charlotte porta Philip nella sua villa in Arizona. Durante la notte lei gli inietta droghe allucinogene che gli fanno fare terribili incubi. Philip è incuriosito dalla presenza di sculture di animali molto realistiche e Charlotte gli dice che si tratta di "trasformazioni".

### Filtro magico
Philip continua la sua vita nella villa di Charlotte, vedendo poche altre persone (i corrieri che consegnano il latte e il giardiniere). Di notte continua a ricevere le iniezioni da parte di Charlotte, che un giorno gli rivela che il giardiniere verrà trasformato in serpente, mentre a lui spetta l'alligatore.
Febbraio/Aprile 1983: Mattia riprende dimestichezza con l'italiano e conosce Effi. Un giorno sorprende Valentina ed Effi in camera da letto senza vestiti e la madre gli dice che stavano provando delle camicie. Valentina racconta a Bruno di Mattia e della sua preoccupazione rispetto alle sue origini legate ai Sotterranei. Lui non è interessato, anzi è infastidito dal fatto che Valentina gli dedichi meno attenzione.

### Penelope
Giugno 1981: Philip sogna Valentina e Charlotte gli annuncia che presto avrebbe avuto luogo la sua trasformazione.
Maggio/Giugno 1983: Mattia ascolta la musica a un volume bassissimo e Valentina ricorda di aver notato un'ipersensibilità ai suoni anche nei Sotterranei che hanno rapito Philip. A un certo punto rivela alla madre che è convinto che Philip sia ancora vivo, perché da quando è scomparso sente delle voci che bisbigliano. Effi tira fuori il disegno della tavoletta di Baba Yaga (che aveva trovato in Frau Rosselli und Fräulein Lang), pensando che possa contenere indizi, ma Valentina lo strappa, sostenendo che sia tutto inutile. Mattia, ormai determinato, decide che dopo aver sostenuto l'esame di terza media andrà in America alla ricerca del padre. Intanto Valentina si sente sempre più distante da Bruno ed Effi e una notte sogna di andare alla ricerca di Philip.

### Le Sirene
Luglio 1983: Valentina è preoccupata per Mattia e vuole tenerlo lontano da tutto ciò che riguarda i Sotterranei.
Giugno/Luglio 1981: Philip sogna di dover scendere nell'Ade e affrontare Cerbero. Dopo quasi un anno trova la forza di dire a Charlotte di volersene andare. Usando il suo potere paralizzante, la convince di essere un immortale proveniente da un altro mondo; quindi la lega a una sedia e libera il serpente a sonagli prima di andarsene. Mentre cerca un mezzo per allontanarsi, scopre con sgomento altre "trasformazioni" realizzate imbalsamando e assemblando i corpi di vari uomini con quelli degli animali. Finalmente trova un fuoristrada e si mette in viaggio. Lungo la strada fa salire un autostoppista, che però scende quando si imbattono in un gruppo di prostitute.

### Calipso
Più avanti lungo la strada, Philip è coinvolto in una sparatoria tra polizia e gangster. Viene sbalzato fuori dalla sua macchina e viene soccorso da Clio, una donna afroamericana che gli rivela di trovarsi in California.
Luglio/Dicembre 1981: Philip è ospitato da Clio nella sua casa a Santa Catalina. Lei lavora nel mondo del cinema e lo aiuta a rifarsi una vita facendogli scrivere articoli di critica musicale e cinematografica. Iniziano a vivere insieme condividendo la passione per la musica jazz.
Agosto 1983 / Gennaio 1984: Effi chiede a Valentina di trasferirsi con lei in Germania, ma lei rifiuta l'offerta usando il lavoro come pretesto. Anche Bruno le chiede di seguirlo in tournée in Brasile, e addirittura di sposarlo, ma ancora una volta lei prende tempo usando la scusa del lavoro. Mattia mette in guardia la madre sul fatto che Bruno ed Effi la vogliano sfruttare per i loro interessi.
Maggio 1982: Philip riflette sul fatto di essere nuovamente prigioniero di una donna, anche se questa volta sarebbe libero di andare.
Maggio 1984 / Gennaio 1985: Philip si rende conto di vivere con Clio ormai da tre anni e inizia a sognare sempre più spesso Valentina. Dopo essersi confrontato con Clio sulla sua nostalgia per l'Italia e per la sua vecchia vita, decide di ripartire.

### Nausicaa
Marzo 1985: Philip è in volo verso New York sul jet privato di un produttore. Durante il viaggio l'aereo finisce in una tempesta e precipita. Philip sopravvive e si ritrova in Virginia, dove viene soccorso dalla giovane Nicolette.

### Itaca
Aprile/Maggio 1985: Philip racconta la sua storia a Nicolette, che gli presenta suo padre proponendogli una grossa somma per pubblicare le sue storie. Inoltre la ragazza è innamorata di Philip, ma lui è ormai determinato a tornare a casa. Dopo essere passato da Boston a salutare i genitori, riparte finalmente per l'Italia.

### Odisseo
Una volta atterrato, Philip si mette in contatto con Mattia per organizzare l'incontro con Valentina. Durante una festa a casa di Valentina, Mattia manda via tutti gli ospiti entro mezzanotte (tra i quali Bruno ed Effi, a cui viene spiegato che devono farsi da parte). Rimasta sola, Valentina sente suonare alla porta trovando con sua sorpresa Philip dall'altra parte. Insieme si mettono ad ascoltare The sad time di Jimmy Giuffre.

## Personaggi

### Philip Rembrandt
Protagonista assoluto della storia, Philip si trova ad affrontare numerose vicissitudini che lo terranno lontano da casa per cinque anni. Durante le sue avventure si presenta spesso con il nome "Nessuno". Alla fine, nonostante avesse trovato la serenità con Clio, si rende conto che il suo posto è in Italia accanto a Valentina.

### Valentina Rosselli
Durante i vari momenti della vicenda Valentina è alle prese da un lato con Effi e Bruno, che se la contendono (come i Proci si contendevano Penelope), dall'altro con il figlio Mattia, determinato a cercare suo padre a tutti i costi. Valentina, avendo già sofferto molto per la scomparsa di Philip, è ormai disillusa e non crede nella possibilità che lui possa essere ancora vivo.

### Mattia Rembrandt
Tornato in Italia dopo due anni di assenza, Mattia svolge un ruolo fondamentale nel tenere la madre con i piedi per terra e nell'evitare che si faccia manipolare da Bruno ed Effi, che vogliono tutte le sue attenzioni. Alla fine della vicenda è lui ad organizzare l'incontro tra i genitori.

### Effi e Bruno
Durante tutta la vicenda si contendono l'attenzione di Valentina, che al contrario si sente sempre più distaccata da loro. Alla fine Mattia interviene, spiegando a entrambi che devono farsi da parte per il ritorno di Philip. Torneranno entrambi successivamente, in particolare Effi, che avrà una presenza importante fino alle ultime storie.

### Charlotte
Figura paragonata alla maga Circe dell'Odissea, salva Philip solo per tenerlo prigioniero sottomettendolo con l'uso di droghe. Quando Philip fugge scopre che Charlotte realizzava sculture animalesche mettendo insieme corpi di uomini uccisi e quelli di vari animali (destino che sarebbe spettato anche a lui se non avesse trovato la forza di ribellarsi).

### Clio
Altra donna che salva Philip, questa volta con buone intenzioni. Infatti lo aiuta a ritrovare una vita stabile e normale facendolo lavorare e accogliendolo a casa sua. Philip e Clio (che richiama la ninfa Calipso) hanno una relazione per tre anni, finché Philip non inizierà a sentire la mancanza di casa e di Valentina. 

## Pubblicazioni
- Corto Maltese marzo 1985 / maggio 1986[1][2][3][4][5][6][7][8][9][10][11][12]
- Milano Libri (Nessuno) maggio 1990
- RCS (Volumi 11-12) 2007
- Mondadori (Volume 15) 2015